# Le Balzar
Le Balzar je pivnice v Paříži. Nachází se na adrese Rue des Écoles č. 49 v 5. obvodu.

## Historie
Hospodu Le Balzar otevřel v roce 1894 mezi Sorbonnou a Collège de France podnikatel Amédée Balzar z Pikardie. O několik let později ji prodal Marcelinu Cazesovi, majiteli pivnice Lipp na boulevardu Saint-Germain. Cazes pověřil architekta Josepha Madelina, aby zařídil interiér ve stylu art deco.
K pravidelným návštěvníkům podniku patřili po roce 1945 spisovatelé Albert Camus, Simone de Beauvoir a André Malraux. Posléze pivnici navštívili také politici Václav Havel nebo Mário Soares. K dalším návštěvníkům patřili Louis Malle, Johnny Depp, Walter Kohn, Hélène Cixous nebo Jacques Derrida.
V roce 1961 přešel podnik z rodiny Cazes a získal ho Jean-Pierre Egurreguy. V roce 1998 byla pivnice Le Balzar začleněn do restaurační společnosti Groupe Flo.